# Euxoa radiata
Euxoa radiata är en fjärilsart som beskrevs av Turner 1936. Euxoa radiata ingår i släktet Euxoa och familjen nattflyn. Inga underarter finns listade i Catalogue of Life.